# Лонато дел Гарда
Лона̀то дел Га̀рда (на италиански: Dicomano, до 2007 г. само Lonato, Лонато, на източноломбардски: Lunà, Луна) е град и община в Северна Италия, провинция Бреша, регион Ломбардия. Разположено е на 188 m надморска височина. Населението на общината е 16 009 души (към 2013 г.).